# Cena Izvestijí 1994
Dvacátý sedmý ročník Ceny Izvestijí se konal od 16. do 20. 12. 1994 v Moskvě. Zúčastnilo se osm reprezentačních mužstev. Mužstva byla rozdělena do dvou skupin po čtyřech, ve kterých se utkala systémem každý s každým. Vítězové skupin se utkali o první místo, druzí hráli o třetí místo atd.

## Výsledky a tabulka

### Skupina A
|    |         | RUS   | FIN    | ITA    | FRA     | V | R | P | Skóre | B |
| 1. | Rusko   | Rusko | 2:2    | 8:1    | 7:2     | 2 | 1 | 0 | 17:5  | 5 |
| 2. | Finsko  | 2:2   | Finsko | 2:0    | 9:0     | 2 | 1 | 0 | 13:2  | 5 |
| 3. | Itálie  | 1:8   | 0:2    | Itálie | 2:2     | 0 | 1 | 2 | 3:12  | 1 |
| 4. | Francie | 2:7   | 0:9    | 2:2    | Francie | 0 | 1 | 2 | 4:18  | 1 |

### Skupina B
|    |           | CZE   | SWE     | NOR    | SUI       | V | R | P | Skóre | B |
| 1. | Česko     | Česko | 3:2     | 5:0    | 6:3       | 3 | 0 | 0 | 14:5  | 6 |
| 2. | Švédsko   | 2:3   | Švédsko | 7:2    | 7:3       | 2 | 0 | 1 | 16:8  | 4 |
| 3. | Norsko    | 0:5   | 2:7     | Norsko | 4:0       | 1 | 0 | 2 | 6:12  | 2 |
| 4. | Švýcarsko | 3:6   | 3:7     | 0:4    | Švýcarsko | 0 | 0 | 3 | 6:17  | 0 |

### Finále
Česko -  Rusko 0:1 (0:1, 0:0, 0:0)
20. prosince 1994 - Moskva

### O 3. místo
Finsko -  Švédsko 2:1pp (0:0, 1:1, 0:0, 1:0)
20. prosince 1994 - Moskva

### O 5. místo
Norsko -  Itálie 2:0 (1:0, 1:0, 0:0)
20. prosince 1994 - Moskva

### O 7. místo
Francie -  Švýcarsko 5:3 (0:1, 2:1, 3:1)
20. prosince 1994 - Moskva

### Nejlepší hráči
| Pozice              | Hráč             |
| ------------------- | ---------------- |
| Brankář             | Sergej Abramov   |
| Obránce             | Marko Kiprusoff  |
| Útočník             | Roman Horák      |
| Nejužitečnější hráč | Andrej Tarasenko |

### Kanadské bodování
| Poř. | Kanadské bodování | Branky | Přihrávky | Body |
| ---- | ----------------- | ------ | --------- | ---- |
| 1.   | Andrej Tarasenko  | 3      | 3         | 6    |
| 1.   | Mikael Renberg    | 3      | 3         | 6    |